# Germigney (Jura)
Germigney is een gemeente in het Franse departement Jura (regio Bourgogne-Franche-Comté) en telt 90 inwoners (2009). De plaats maakt deel uit van het arrondissement Dole.

## Geografie
De oppervlakte van Germigney bedraagt 5,3 km², de bevolkingsdichtheid is dus 17 inwoners per km².

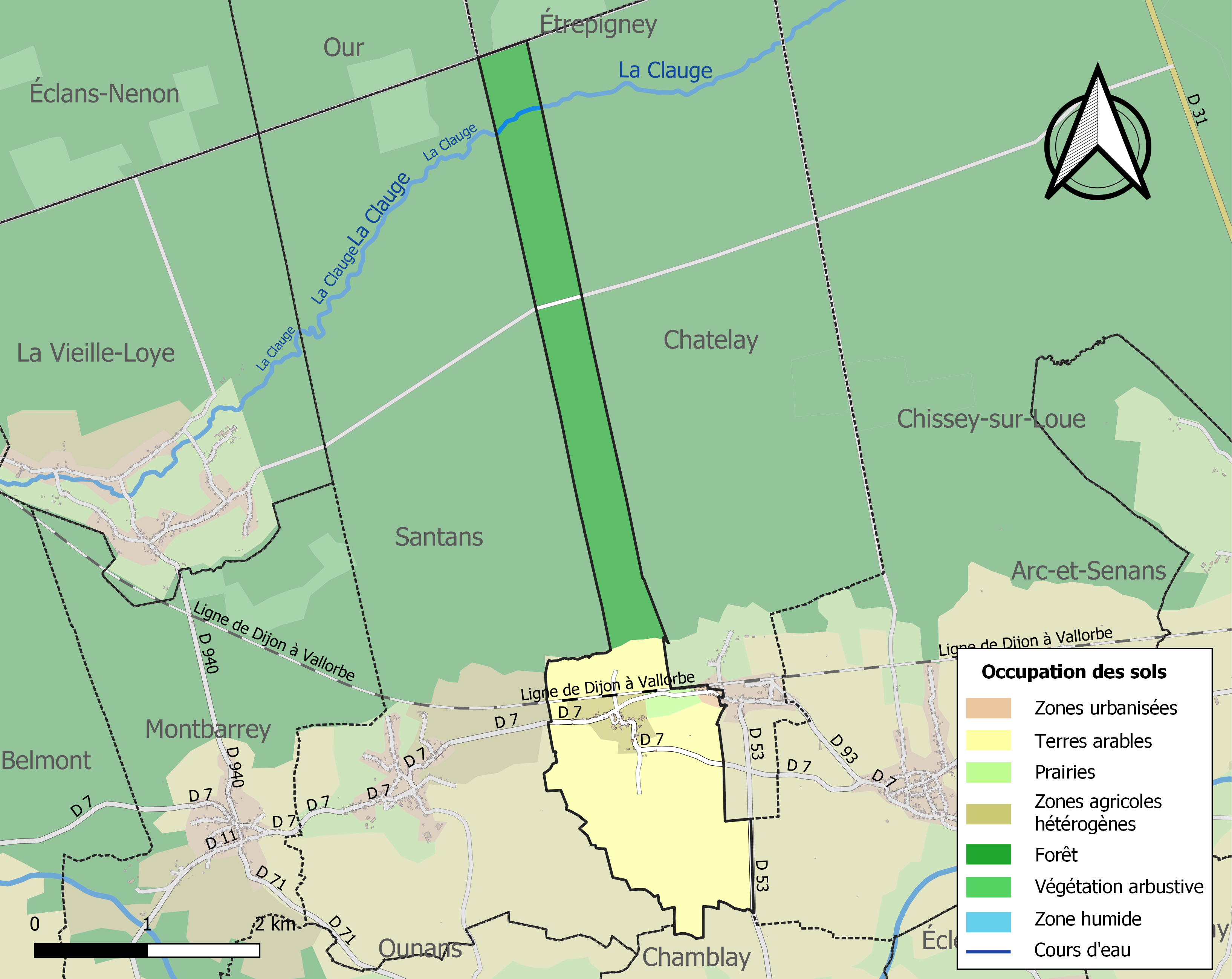
Kaart van de gemeente met de belangrijkste infrastructuur, bodemgebruik en omliggende gemeenten

## Demografie
Onderstaande figuur toont het verloop van het inwonertal (bron: INSEE-tellingen).

1. ↑  Populations de référence 2022.